# Zoltán Varga (szachista)
Zoltán Varga (ur. 12 lipca 1970) – węgierski szachista, arcymistrz od 1995 roku.

## Kariera szachowa
W połowie lat 90. awansował do ścisłej czołówki węgierskich szachistów. W roku 1996 odniósł jeden z największych sukcesów w karierze, zwyciężając w rozegranych w Budapeszcie indywidualnych mistrzostwach Węgier. W latach 1998 i 2004 reprezentował swój kraj na szachowych olimpiadach, w 2001 – w drużynowych mistrzostwach świata, natomiast w 1992 i 2003 – w drużynowych mistrzostwach Europy (za drugim razem zdobywając srebrny medal za indywidualny wynik na III szachownicy).
Wielokrotnie startował w turniejach międzynarodowych, sukcesy odnosząc m.in. w Werfen (1991, dz. I m.), Altensteigu (1993, turniej B, I m.), Budapeszcie (1994, I m.; 1998, I m.; 2000, dz. I m. wraz z Robertem Ruckiem), Sárospataku (1995, I m.), Zalakaros (1995, dz. I m. wraz z m.in. Gyulą Saxem, Attilą Groszpeterem, Jozsefem Horvathem i Konstantinem Czernyszowem), Recklinghausen (1995, II m. z za Igorem Glekiem), Balatonbereny (1997, dz. I m.), Gyuli (1998, II m. za A.Groszpeterem), Kőszegu (1999, II m. za Andriejem Zontachem), Paksie (2000, II m. za Nenadem Sulavą), Dortmundzie (2001, open, I m.), Opatii (2002, dz. II m. wraz z Robertem Fontaine, za Zoltanem Ribli), Benasque (2003, dz. I m. wraz z m.in. Olegiem Korniejewem, Pawłem Jaraczem, Antoaneta Stefanową, Belą Badea i Alikiem Gerszonem), Nagykanizsy (2003, dz. II m. za Gieorgijem Timoszenko, wraz z Zoltanem Gyimesi i Gergely Antalem), Miszkolcu (2004, I m.), Balatonlelle (2005, I m.), Zurychu (2005, I m.), Harkanach (2006, dz. I m. wraz z Ferencem Berkesem i Ivanem Farago) oraz w Balatonföldvárze (2007, dz. I m.).
Najwyższy ranking w karierze osiągnął 1 lipca 2004 r., z wynikiem 2592 punktów zajmował wówczas 6. miejsce wśród węgierskich szachistów.